# Bovenau
Bovenau là một thị trấn thuộc huyện Rendsburg-Eckernförde, bang Schleswig-Holstein.

## Trang mạng chính thức
- Municipality Trang mạng chính thức